# Eunidia atripennis
Eunidia atripennis är en skalbaggsart som beskrevs av Pu och Yang 1992. Eunidia atripennis ingår i släktet Eunidia och familjen långhorningar. Inga underarter finns listade i Catalogue of Life.